# آلفونسو کامورانی
آلفونسو کامورانی (انگلیسی: Alfonso Camorani؛ زادهٔ ۲۱ فوریهٔ ۱۹۷۸) بازیکن فوتبال اهل ایتالیا است.
از باشگاه‌هایی که در آن بازی کرده‌است می‌توان به باشگاه فوتبال سورنتو کالچو، باشگاه فوتبال اسپتزیا، باشگاه فوتبال فیورنتینا، باشگاه فوتبال لچه، باشگاه فوتبال سالرنیتانا، باشگاه فوتبال روبور سیه‌نا، باشگاه فوتبال دلفینو پسکارا، باشگاه فوتبال آولینو، و باشگاه فوتبال ترنانا اشاره کرد.